# Нестеферовская волость
Нестеферовская во́лость — волость в составе Великоустюжского уезда Северо-Двинской губернии РСФСР (в 1918—1924 годах), Вологодской губернии (1797—1918). Волостной центр — Вострое.

## История
Образован 1 января 1797 года

## Состав волости
На 1893 год входила в I стан Вологодской губернии.
По данным на 1913 год входили 229 населённых пунктов
- Абрамовский (починок)
- Адоевское
- Аксенова (ныне — Аксёново/Аксеново)
- Афурина (Большой Двор)
- Бердникова (ныне — Бердниково)
- Березник
- Березникова (ныне — Березниково)
- Биричиха
- Благовещенское
- Блешкина (ныне — Блешкино)
- Бобаева (ныне — Бабаева)
- Бобровниково
- Богослова
- Больше-Срогодский (починок)
- Большое Ошарово
- Большое Савино
- Большое Скорняково
- Большое Ямкино
- Большой Двор
- Боровинка
- Борок
- Будрина (ныне — Будрино)
- Бухинина
- Бушкова
- Вайкалица
- Вандыши
- Васильева Гора (ныне Васильева Горка)
- Васильевское
- Ведерникова = Большое Ведерниково?
- Вельники
- Верхнее Вепрево
- Верхнее Федосово
- Верховина
- Воздвиженское
- Володина (ныне — Володино)
- Волосова (ныне — Волосово)
- Галкина
- Гармановский (починок)
- Гладкова
- Гогарская Деревенька
- Горбова
- Горка
- Горкова
- Городище
- Гремячева
- Грибова
- Гришина
- Гузнищева
- Даровая
- Демьянова
- Денисова (ныне — Денисово)
- Деревесникова
- Дикий Чёрный Лес
- Дор
- Дудина
- Дуева (ныне — Дуево)
- Езекиева
- Емельянова (ныне — Емельяново)
- Емельянцова
- Емплева
- Естькина
- Естькина (Апаньино)
- Жернокова
- Жилинский Остров
- Жилкина
- Журавлева
- За деревней Погореловой, по речке Ямже
- Забережье
- Заглубокова (Припажи)
- Загорье
- Заостровник
- Заостровница
- Затыкина (ныне — Затыкино)
- Заямжа
- Зиновкова
- Золотавцева
- Зубцова
- Ивачевская Горка
- Илатовский (починок)
- Ильинский (починок)
- Ишутина
- Калашева
- Килина
- Клепикова
- Княгинина
- Ковригина (ныне — Ковригино)
- Козлова (ныне — Козлово)
- Колпакова
- Коншева
- Копешна
- Копылова (ныне — Копылово)
- Коробейникова
- Коробова
- Коромыслова
- Корчагина (ныне — Корчагино)
- Кошева
- Кошелева (ныне — Кошелево)
- Красное Поле
- Кропухина
- Кузнецова
- Кулакова
- Кулемиха
- Куликова
- Кульнева
- Куприянова
- Курилова (ныне — Курилово)
- Курнапина
- Курьянова
- Кушевера
- Лапина
- Лимониха
- Лисицы
- Лисицына (ныне — Лисицыно)
- Лопатникова
- Малая Ратчина
- Малетина
- Малое Ошарово
- Малое Савино (Овиповец)
- Малое Скорняково
- Малое Филиповское (Новинки)
- Малое Ямкино
- Мало-Срогодский (починок)
- Мандарова
- Марденьга
- Маринина
- Медведица
- Межницы
- Микрюкова
- Микулина (ныне — Микулино)
- Михайловская
- Мишулкина
- Мосиев (починок)
- Мосиева (ныне — Моисеево)
- Музасилиха
- Мусина
- Нагорье
- Нестеферовское (Нестеферовская, Нестеферова, Яиково) — волостной центр
- Нижнее Вепрево
- Нижнее Федосово
- Никитино-Преображенское
- Нискова
- Новинки
- Новомельничная Выставка
- Новоселова (ныне — Новосёлово/Новоселово)
- Нокшинское
- Обменова
- Овсянникова (ныне — Овсянниково)
- Огорельцова
- Одомчина
- Одуева
- Одуевская Выставка
- Олбова
- Олишанка
- Олятова
- Онбова
- Осинова
- Осиповская (ныне — Осиповское)
- Ошарова
- Павлова
- Пазухи
- Пайкина
- Перемилова
- Петрина
- Петровская
- Петряева
- Пинегина = Пиньгино?
- Подозерье
- Подольная (ныне — Подольное)
- Полицына
- Полутина
- Полутова
- Починок
- Пругавина
- Пустолежащая Новина
- Пустыня
- Пушкариха
- Пыжева (ныне — Пыжево)
- Пятницкое
- Резанова
- Рипина
- Рогозинина
- Рядчина
- Савкина (ныне — Савкино)
- Сваткова
- Сереброва
- Синега
- Ситькова (ныне — Ситьково)
- Слезкина
- Слободка
- Сметанина
- Смольникова (ныне — Смольниково)
- Созонова (ныне — Созоново)
- Соколова
- Сосновец
- Сотникова
- Степанова (ныне — Степаново)
- Сулинская
- Суховская
- Сыроваткина
- Сычугова
- Тараканова (ныне — Тараканово)
- Тельтева
- Тиманцова
- Торопова
- Торшиева (Оменово)
- Торшина
- Тупицына
- Турыгина (ныне — Турыгино)
- Тучегорье
- Уварова
- Уржумова
- Фалева
- Федоровская
- Филипповская (Корчагино) = Большое Филипповское??
- Холм
- Хорхорина
- Чернецкая
- Чечулина (Нестерово, ныне Чечулино)
- Шамановский (починок)
- Шатрова
- Шеломяна
- Шемякина (ныне — Шемякино)
- Шепехова
- Шилова
- Шильникова
- Шубина (ныне — Шубино)
- Юдина
- Юнцова
- Ястреблева